# Přemysl Kubala
Přemysl Kubala (* 16. Dezember 1973 in Frýdek-Místek) ist ein tschechischer Beachvolleyballspieler.

## Karriere
Nachdem Kubala 1996 seine ersten Weltserien-Turniere absolviert hatte, bildete er ein Duo mit Michal Palinek. Die Tschechen erreichten einige Top-Ten-Platzierungen bei Open-Turnieren und Grand Slams und belegten den 17. Rang bei der Weltmeisterschaft 1997. Weniger erfolgreich verlief das Jahr 1999 an der Seite von Marek Pakosta, mit dem Kubala bei der WM in Marseille nicht über den 41. Platz hinauskam und die Europameisterschaft verpasste. Bei der EM 2000 unterlag Kubala mit Petr Chromy den Landsleuten Pakosta/Džavoronok und den Norwegern Kvalheim/Maaseide.
Nach einer mehrjährigen Pause kehrte Kubala 2005 in einem neuen Duo mit Michal Biza zurück zu den internationalen Turnieren. Bei der EM 2006 scheiterten Kubala/Biza an den späteren Siegern Brink/Dieckmann und den Esten Kais/Vesik. Das baltische Team stoppte Kubala auch im nächsten Jahr in Valencia, als er mit Jaroslav Pavlas in der Verliererrunde den Ukrainern Babytsch/Nykolaew unterlag. 2008 wurde Jan Dumek sein neuer Partner. Bei der Europameisterschaft in Hamburg spielte er allerdings mit Petr Beneš und kämpfte sich nach einer Niederlage gegen Brink/Dieckmann auf der Verliererseite bis in die fünfte Runde gegen die Schweizer Heuscher/Heyer vor, so dass es am Ende zum siebten Platz reichte.
Im nächsten Jahr wurde Benes dann sein fester Partner. In der Vorrunde der EM in Sotschi mussten sie sich als Gruppendritter den punktgleichen Teams aus Polen und Spanien geschlagen geben. Bei der Weltmeisterschaft 2011 kamen sie als Gruppensieger in die erste Hauptrunde und verloren in drei Sätzen gegen die Brasilianer Bruno/Benjamin. Anschließend wurden sie bei drei aufeinanderfolgenden Grand Slams jeweils Neunter und verpassten in Klagenfurt gegen die späteren Sieger Ricardo/Cunha nur knapp das Halbfinale. Bei den Europameisterschaften 2011 in Kristiansand und 2012 in Scheveningen landeten sie jeweils auf Platz 17. Beim olympischen Turnier 2012 in London wurden Beneš/Kubala Dritter in ihrer Vorrundengruppe und schieden anschließend nach einer 1:2-Niederlage gegen die Deutschen Erdmann/Matysik aus. Bei der WM 2013 in Stare Jabłonki schieden sie trotz eines Sieges über die Kasachen Jakowlew/Kuleschow nach der Vorrunde aus.